# 미디어피플
(주)미디어피플(MediaPeople Inc.)은 대한민국 분당에 위치한 글로벌 비쥬얼 미디어 회사이다. 디지털 미디어 컨텐츠 프로덕션, 소셜 바이럴 마케팅 및 인터렉티브 미디어 컨설팅에 이르는 다양한 미디어 관련 서비스를 제공하는 기업으로, 컴퓨터 비젼, 모션 그래픽스, 소셜 미디어 재가공과 바이럴 마케팅의 전문가로 구성되어 있으며 현재 빠른 성장으로 인해 관련 업계 임직원을 지속적으로 영입하고 있다.
인터넷 상에 존재하는 일반적인 단방향 멀티미디어 컨텐츠를 개인화하고 나아가 상호작용 가능한 인터랙티브 컨텐츠로 변환할 수 있는 다수의 개인화 바이럴 마케팅 솔루션에 핵심 기술을 보유하고 있으며, "모두가 즐길 수 있는 소셜 미디어 컨텐츠 제공"이라는 슬로건 아래 앞으로 다가올 미디어 컨텐츠 관련 소비 트렌드의 미래 지향적인 변화를 주도하고 있다.

## 사업 영역

### 디지털 프로덕션 (Digital Production)
미디어피플의 핵심 경쟁력은 디지털 컨텐츠를 생산, 가공하는 프로덕션팀에 기반하고 있다. 초기 프로덕션 컨셉에서부터 프로덕션 매니지먼트 전반에 대한 노하우를 통해 중소기업에서부터 대기업, 비영리 기관 또는 단체 그리고 개인이 필요로 하는 다양한 컨텐츠 생산에 대한 기술력을 보유하고 있다.

### 인터랙티브 미디어 컨설팅 (Interactive Media Consulting)
기술과 예술의 교차 접목을 위해 형성된 관련 분야의 다양한 업체들과의 파트너쉽을 통해 인터랙티브 미디어의 생산과 배포에 대한 협력 프로세스 갖추고 있으며, 고객사의 요구 사항에 특화된 제반 전문 컨설팅을 제공하고 있다.

### 바이럴 마케팅 (Viral Marketing)
컴퓨터 비젼과 모션 그래픽스에 대한 기술력과 디지털 프로덕션에 대한 포트폴리오를 통해 국내 최초의 개인화된 바이럴 마케팅 플랫폼을 자체 개발하였으며, 향후 다양한 고객의 목적에 부합하는 개인화된 바이럴 마케팅 플랫폼을 제공할 예정이다.

### 솔루션 라이센스 (Solution License)
해외 유명 서비스인 집잽(JibJab) 미디어의 핵심 기술(특허) 원천권자인 픽스퓨전(Pixfusion)과 파트너쉽을 가지고 있으며 관련 소프트웨어 솔루션의 국내 라이센스를 담당하고 있다.

## 참고 문헌
- 집잽 (JibJab)
- 픽스퓨전 (PixFusion)